# Shahrestān di Khanj
Lo shahrestān di Khanj (farsi شهرستان خنج) è uno dei 29 shahrestān della provincia di Fars, in Iran. Il capoluogo è Khonj. Lo shahrestān è suddiviso in 2 circoscrizioni (bakhsh): 
- Centrale (بخش مرکزی)
- Mahmaleh (بخش محمله)